# بالدوو
بالدوو (به بلغاری: Baldevo) یک منطقهٔ مسکونی در بلغارستان است که در شهرستان گارمن واقع شده‌است.
 بالدوو  ۱۹۲ نفر جمعیت دارد و ۵۹۸ متر بالاتر از سطح دریا واقع شده‌است.